# Elbe-Einkaufszentrum

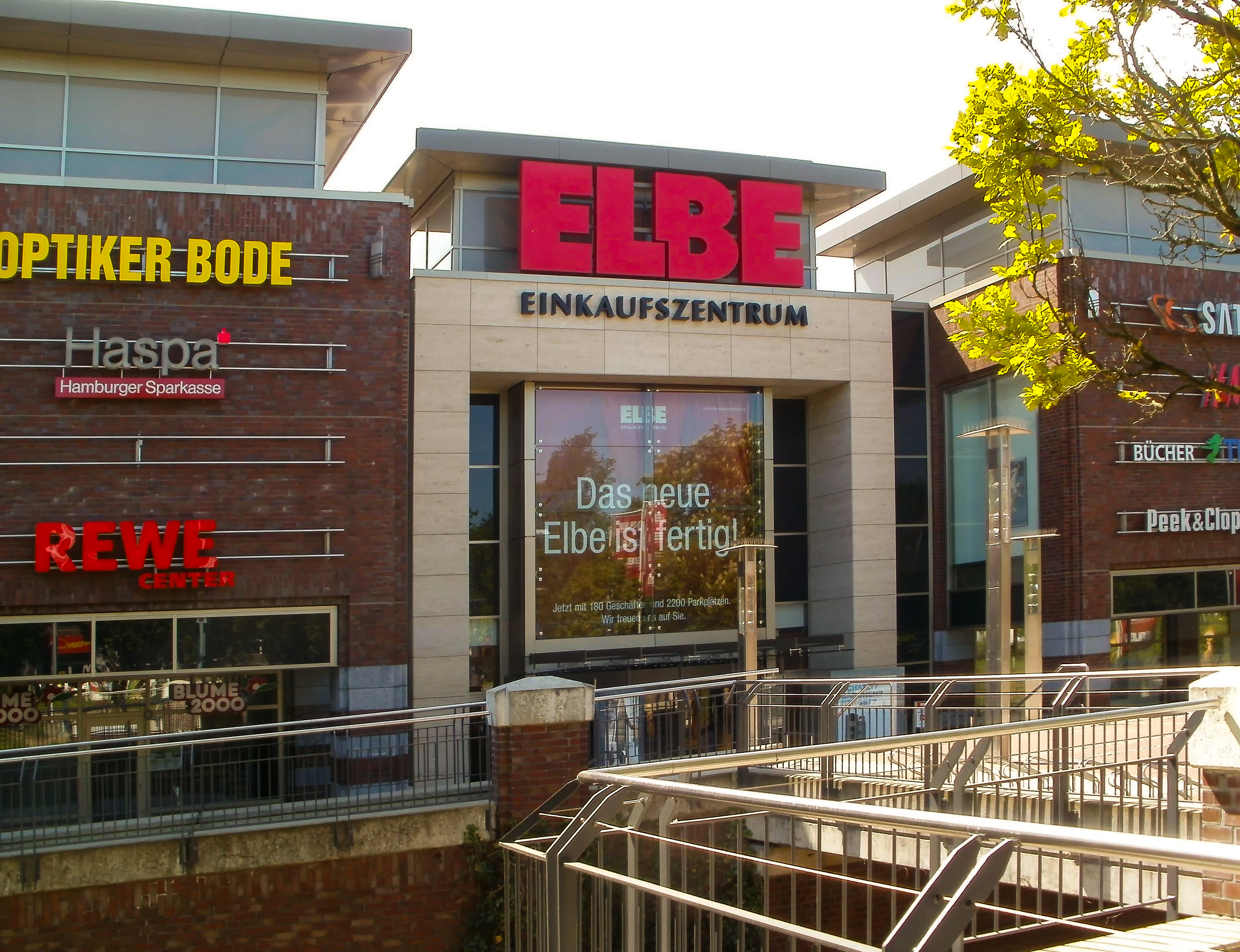
Elbe Einkaufszentrum

Het Elbe-Einkaufszentrum (EEZ) is een winkelcentrum in de wijk Osdorf in Hamburg. Het werd op 12 mei 1966 en biedt plaats aan 180 winkels op een verkoopvloeroppervlakte van 43.000 m². Het centrum is in handen van de Otto Group, ECE Projektmanagement en particuliere investeerders. Naast winkels omvat het gebouwencomplex ook 1.700 m² kantoren en medische praktijken en 2.200 parkeerplaatsen in twee parkeergarages. In het centrum werken 1.300 mensen. 

## Geschiedenis
Het winkelcentrum werd gebouwd in de periode 1964-1966 in opdracht van Dr. Görtmüller KG. Aanleiding voor de bouw van het EEZ in Osdorf was enerzijds de voortdurende groei van de omliggende gemeenten Wedel en Schenefeld en anderzijds de gestage toename van de bevolking in Osdorf en de omliggende Hamburgse wijken. In die tijd deden veel inwoners hun inkopen in Sleeswijk-Holstein. De bouw van het Elbe-Einkauszentrum was bedoeld om de inwoners van de omliggende wijken en omliggende gebieden als klanten terug te winnen en hun geld weer in Hamburg uit te laten geven.  
Het Elbe-Einkaufszentrum werd in 1992/93 afgebroken en heropend als overdekt winkelcentrum. Het had een verkoopoppervlakte van 33.000 m², verdeeld over twee niveaus. Het EEZ huisvest momenteel 120 speciaalzaken, warenhuizen, een markthal, diensteverleners en horecazaken. Ondanks het ruimte werd het centrum in 2010 uitgebreid tot een verkoopvloeroppervlakte van circa 43.000 m². 